# Atrapa la bandera
Atrapa la bandera (o también Una familia espacial en Hispanoamérica) es una película de animación del director Enrique Gato, conocido por dirigir el éxito en taquilla Tadeo Jones. Estrenada el 28 de agosto de 2015, superó el millón de espectadores y los 6 millones de euros de recaudación en España durante su tercera semana en cartelera. La banda sonora, a cargo de Diego Navarro, cuenta con la canción "Only Love Is Revolutionary" compuesta e interpretada por The Rebels.
El origen de la película parte del sueño de uno de sus productores y guionistas, Jordi Gasull, gran aficionado y coleccionista del mundo del espacio, que de niño soñaba con añadir la bandera de Neil Armstrong a su colección. Gracias a los contactos de Jordi Gasull en la NASA, los astronautas Michael López Alegría, amigo personal de J. Gasull, y Alan Bean, colaboraron en la película.

## Argumento
Mike Goldwing, de 12 años, es hijo y nieto de astronautas de la NASA. Su abuelo Frank vive sus días alejado de la familia luego de perder su gran oportunidad de volar a la Luna con la misión Apolo 11.
El multimillonario tejano Richard Carson III quiere reclamar como  propiedad a la Luna para explotar sus vastos recursos de helio-3. Para reforzar su afirmación, Carson promueve el falso rumor de que el alunizaje original fue falsificado en un estudio. A continuación, Carson planea volar a la Luna y destruir la única evidencia concreta: la bandera estadounidense plantada por los astronautas del Apolo 11.
La presidenta de los Estados Unidos ordena a la NASA que planee otro vuelo espacial a la Luna para vencer a Carson. Al enterarse de la noticia, Carson contrata a un saboteador para detener la misión.
Mike decide ir a la Luna como polizón. Mike, junto con sus amigos Marty y Amy y el lagarto mascota de Marty, Igor, intentan colarse dentro del área de lanzamiento, pero Marty es atrapado después de ser atacado por caimanes en los pantanos que rodean el Complejo de Lanzamiento del Centro Espacial Kennedy 39. Como comandante de la misión, el abuelo de Mike, Frank, es llamado a la escena. Cuando el operativo de Carson hace que el cohete se lance mucho antes de lo planeado, Mike, Amy y Frank despegan hacia la Luna con Carson siguiéndolos.
El trío captura la bandera. Amy conecta la cámara de su teléfono a la antena mientras Carson les revela sus malvados planes y, en consecuencia, al mundo. Al darse cuenta de que aún ganaría si regresara a la Tierra, lo detienen saboteando sus minas futuristas de Helio-3.
Mike se entera de que Frank había sido descartado de la primera misión porque había contraído la varicela de su hijo Scott. Frank al principio culpó a Scott por haber perdido una gran oportunidad de ir al espacio, pero luego se dio cuenta de que no era culpa de Scott y que era un fracaso por culpar a su propio hijo. Sintiéndose culpable por esto, Frank decidió dejar a su familia y declaró que Scott estaría mejor sin él.
Mike, Amy e Igor son perseguidos por Carson y escapan a través de los acantilados rocosos de la luna usando repuestos de cohetes como tablas de surf y logran destruir todo su cohete y taller con la ayuda del cohete de comunicación de Marty para sobrevivir a la explosión.
Después de volver a colocar la bandera en su lugar, todos regresan sanos y salvos a la Tierra con los planes de Mike de reunir a su familia. El abuelo Frank se reconcilia con su hijo y los tres viajeros son aclamados como héroes, y Amy también se enorgullece de ser la primera mujer en pisar la luna.
A la mitad de los créditos, Carson flota en el espacio después de su derrota junto con Gigs parcialmente dañado, que resulta ser un androide fabricado por Gags. Sintiendo pena por haber perdido a un "padre" por su culpa, Carson lo perdona abrazándolo y nota que su molesto androide también flota a su alrededor.

## Producción
Después de la exitosa recepción de la película anterior Tad, The Lost Explorer, Enrique y su equipo pensaron en un concepto interesante sobre la exploración en la Luna basado en las teorías de la conspiración de la NASA y las misiones Apolo, junto con los temas de la familia y los sueños rotos. sobre las misiones espaciales de la NASA. A los responsables les encantó la idea y empezaron a dar luz verde al proyecto elaborando el guion a partir de los elementos con el escritor Jordi Gasull, que también era un gran coleccionista de objetos espaciales.
El equipo de Lightbox visitó los centros espaciales de la NASA en Houston, Texas y Cabo Cañaveral para obtener documentación y referencias visuales, con la orientación de algunos miembros de la estación. El astronauta Michael López-Alegría guio y asesoró al equipo de filmación en las instalaciones de la NASA. “Nos contó muchos detalles sobre cómo son algunos protocolos, el lanzamiento de los cohetes, la maquinaria de las naves…”, explica Enrique Gat. Otro de los asesores fue el veterano astronauta Alan Bean, el cuarto hombre en pisar la Luna. Lo hizo en la siguiente misión, Apolo XII, en noviembre de 1969. “Nos dio detalles de cómo era pisar la Luna, cómo llegar en las últimas fases… Nos ayudó a ser lo más fieles posible, posible", dijo el director.
Visitar la NASA fue especialmente útil para los animadores, ya que necesitaban conocer las texturas de muchas superficies. En la agencia espacial les sorprendió que se dedicaran a fotografiar "un trozo de teléfono o el suelo", desveló el guionista Jordi Gasull en la presentación de la película. En la película, también usaron a un miembro del equipo como referencia para tener una idea de la altura de las cosas. Su nombre es Galo, por lo que el equipo empezó a hablar de medidas como "medio galo", "tres cuartos de galo" o "dos galos". El equipo también pensó en incluir en la historia el recurso Helio 3, un isótopo que podría ser una fuente de energía nuclear limpia. Este elemento realmente existe y es raro en la Tierra pero abundante en la Luna, lo que le da más motivación al villano Richard Carson.
Para la animación, utilizó una combinación digital de animación 3D con Adobe After Effects (efectos visuales), Autodesk Maya (animación por computadora), Nuke (composición) y ZBrush (escultura). Cada diez segundos de cine y animación requirió una semana de trabajo, específicamente para esta producción cinematográfica. Esta vez, los artistas también se empeñaron en actualizar los elementos de cabello real al momento de modelar a los personajes.
El mayor desafío para los riggers -los encargados de dar movimiento a los personajes- fue el diseño de Igor, el camaleón que acompaña a los niños en su aventura, junto con la aplicación de diversos artilugios mecánicos en su caja trasera.
Para Enrique Gat, la mayor dificultad residía en la animación de Frank, el abuelo que tenía cierta obsesión por conseguir un personaje que tuviera las características actorales de Clint Eastwood, incluso como referencia, que transmitiera emociones increíbles sin mover un músculo de la cara. Otros diseños de personajes para la película fueron en su mayoría modelados y nombrados paródicamente como referencias a personas de la vida real y personajes animados de Pixar, incluido Richard Carson como una referencia a Richard Branson, sus asistentes Bill Gags y Steve Gigs a Bill Gates y Steve Jobs, y los miembros de la familia Goldwing, Samantha y la pequeña Tess eran referencias visuales a la madre Helen Parr (Mrs. Incredible) de Los Increíbles y Boo de Monsters Inc.

## Voces
| Personaje             | Actor de voz           | Actor de doblaje Hispanoamérica |
| --------------------- | ---------------------- | ------------------------------- |
| Richard Carson        | Dani Rovira            | Manuel Campuzano                |
| Amy González          | Michelle Jenner        | Monserrat Mendoza               |
| Mike Goldwing         | Carmen Calvell         | Iván Bastidas                   |
| Marty Farr            | Javier Balas           | José Ángel Torres               |
| Frank Goldwing        | Camilo García          | Gabriel Pingarrón               |
| Scott Goldwing        | Toni Mora              | Jorge Badillo                   |
| Samantha Goldwing     | Marta Barbará          | Rosalba Sotelo                  |
| Steve Gigs            | Fernando Cabrera       | Héctor Emmanuel Gómez           |
| Bill Gags             | Xavier Cassan          | Moisés iván Mora                |
| Igor                  | Oriol Tarragó          | -                               |
| Jack Farr             | Ramón Canals           | Manuel Pérez                    |
| Jay Lemmon            | Jordi Royo             | Germán Fabregat                 |
| Tess Goldwing         | Margarita Cavero       | Ivanna Alarcón                  |
| Presidenta            | Alba Sola              | Erica Edwards                   |
| Patrullero 1          | Juan Miguel Valdivieso |                                 |
| Patrullero 2          | Santi Lorenz           |                                 |
| José / Analista       | Carlos Sianes          |                                 |
| Ray / Fotógrafo       | Cesc Martínez          |                                 |
| Militar / Ace Gordete | José García Tos        |                                 |
| Gordo del bar         | Xavier Martín Alonso   |                                 |
| Anciano volador       | Joaquín Gómez          |                                 |
| Anciano con gafas     | Santiago Cortés        |                                 |
| Astronauta viejo      | Paco Valls             |                                 |
| Analista 2            | José Antonio Jiménez   |                                 |
| Analista 3            | Pedro José Martos      |                                 |
| Fotógrafo de la NASA  | J. Ignacio Latorre     |                                 |
| Blondie               | Laura Monedero         |                                 |
| Mujer de la limpieza  | Margarita Ponce        |                                 |

## Palmarés Cinematográfico
Premios Platino
| Año  | Categoría                   | Resultado |
| ---- | --------------------------- | --------- |
| 2016 | Mejor Película de Animación | Ganadora  |

Medallas del Círculo de Escritores Cinematográficos
| Año  | Categoría                       | Resultado |
| ---- | ------------------------------- | --------- |
| 2016 | Mejor largometraje de animación | Ganadora  |